# 水虱草
水虱草（学名：Fimbristylis miliacea）为莎草科飘拂草属下的一个种。

## 扩展阅读
- 維基物種上的相關：水虱草